# Guards Polo Club

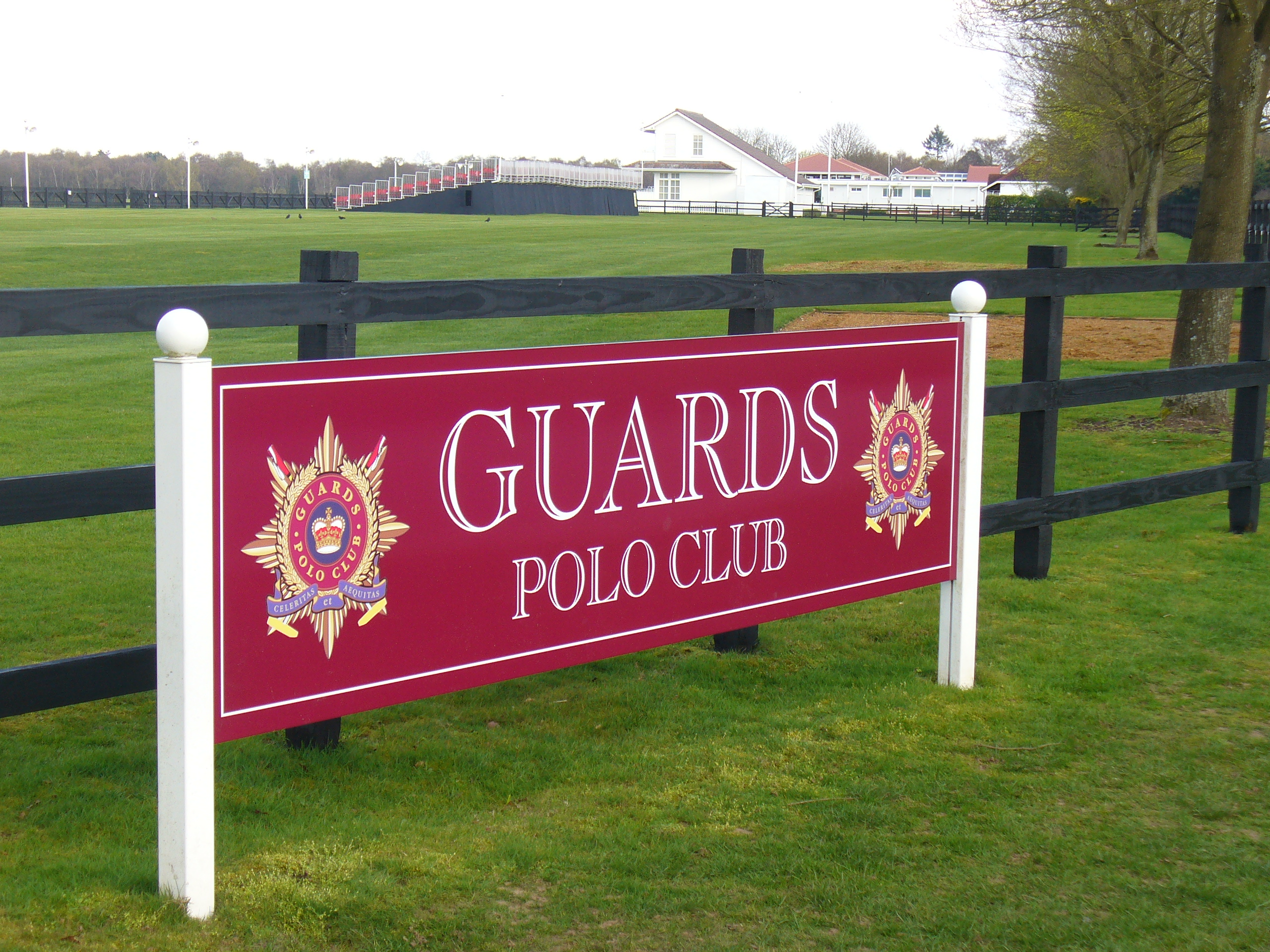
Schild mit Wappen des Clubs

Der Guards Polo Club ist ein traditionsreicher Poloclub in England. Er wurde am 25. Januar 1955 gegründet und befindet sich im Windsor Great Park, westlich von London. Königin Elizabeth II. ist seine Schirmherrin.

## Geschichte
Der Guards Polo Club wurde für die Guards Division der britischen Armee gegründet und hieß zunächst Household Brigade Polo Club. Seit 1969 trägt der Club seinen derzeitigen Namen. Mitglieder dieser Division sind bis heute von der Eintrittsgebühr befreit, die für andere Mitglieder £17.000 beträgt. Seit seiner Gründung steht Prinz Philip, Ehegatte der Queen, dem Club als Präsident vor.
Der Club hat ca. 1000 nicht-spielende und 160 spielende Mitglieder.

## Ausstattung
Der Guards Polo Club unterhält zehn Polofelder auf einer Fläche von 53 Hektar. Auf der nahe gelegenen Flemish Farm befinden sich 120 Ställe, Weiden und ein Übungsplatz. Im April 2009 wurde ein neues Clubhaus eingeweiht.

## Turniere
Der Club veranstaltet während der Saison zahlreiche Low-Goal- bis High-Goal-Turniere und ist einer von nur vier Poloclubs im Vereinigten Königreich, wo High-Goal-Turniere ausgetragen werden; die anderen Clubs sind Cirencester Park, Cowdray Park und Royal Berkshire. Das bekannteste Turnier im Guards Polo Club ist der Queen’s Cup, der jedes Jahr im Juni/Juli stattfindet. Weitere Turniere sind der Royal Windsor Cup (Medium Goal), der Archie David Cup (Low Goal) sowie die Duke of Wellington Trophy. Im Guards Polo Club findet außerdem der International Day statt, der zusammen mit der Hurlingham Polo Association veranstaltet wird.